# Bas-Limbé
Bas-Limbé este o comună din arondismentul Limbé, departamentul Nord, Haiti, cu o suprafață de 52,94 km2 și o populație de 19.006 locuitori (2009).